# Conor Murray
Conor Murray (irl. wym. [ˈkɑ.nɚ ˈmʊ.ɹˠi], ur. 20 kwietnia 1989 w Limerick) – irlandzki rugbysta występujący na pozycji łącznika młyna; reprezentant kraju i trzykrotny uczestnik pucharu świata, zawodnik British and Irish Lions.

## Młodość
Murray pochodzi z miejscowości Patrickswell w hrabstwie Limerick. Na pierwsze treningi rugby trafił w wieku lat ośmiu lub dziewięciu do klubu Garryowen, jednak – według jego własnych słów – sport ten początkowo go nie interesował. Jednocześnie uprawiał też inne dyscypliny: zapasy, piłkę nożną oraz sporty gaelickie (te ostatnie w klubie Patrickswell GAA). W futbolu gaelickim był dobrze zapowiadającym się zawodnikiem środka pola – w 2002 roku występował w reprezentacji hrabstwa. Więcej czasu spędzał jednak grając w bardzo popularny w okolicy hurling. Choć sam wielokrotnie podkreślał, że był raczej słabym zawodnikiem (występował jako corner-forward, narożny napastnik), „karierę” hurlera zakończył dopiero w 2007 roku po mistrzostwach kraju do lat 21.
Po ukończeniu Patrickswell National School trafił do St Munchin’s College w Limerick; tam też ponownie zainteresował się rugby. W 2005 roku zadebiutował w międzyszkolnych rozgrywkach Junior Cup, a rok później był już członkiem drużyny podczas Senior Cup (nie wziął jednak czynnego udziały w żadnym meczu). Wreszcie w 2007 roku wywalczył sobie miejsce w pierwszej reprezentacji szkoły. Z uwagi na swoją uniwersalność, Murray długo przesuwany był z pozycji na pozycję. Dlatego też, kiedy w trakcie czwartego roku college’u – na własną prośbę – zaczął być regularnie wystawiany jako łącznik młyna, przez kolejny sezon dodatkowo uczył się swojej nowej roli w klubie Young Munster. Pomógł wówczas drużynie w awansie do najwyższej klasy w ogólnoirlandzkich rozgrywkach. Równolegle był też członkiem akademii Munster Rugby, którą po trzech latach ukończył w 2011 roku.

## Kariera klubowa

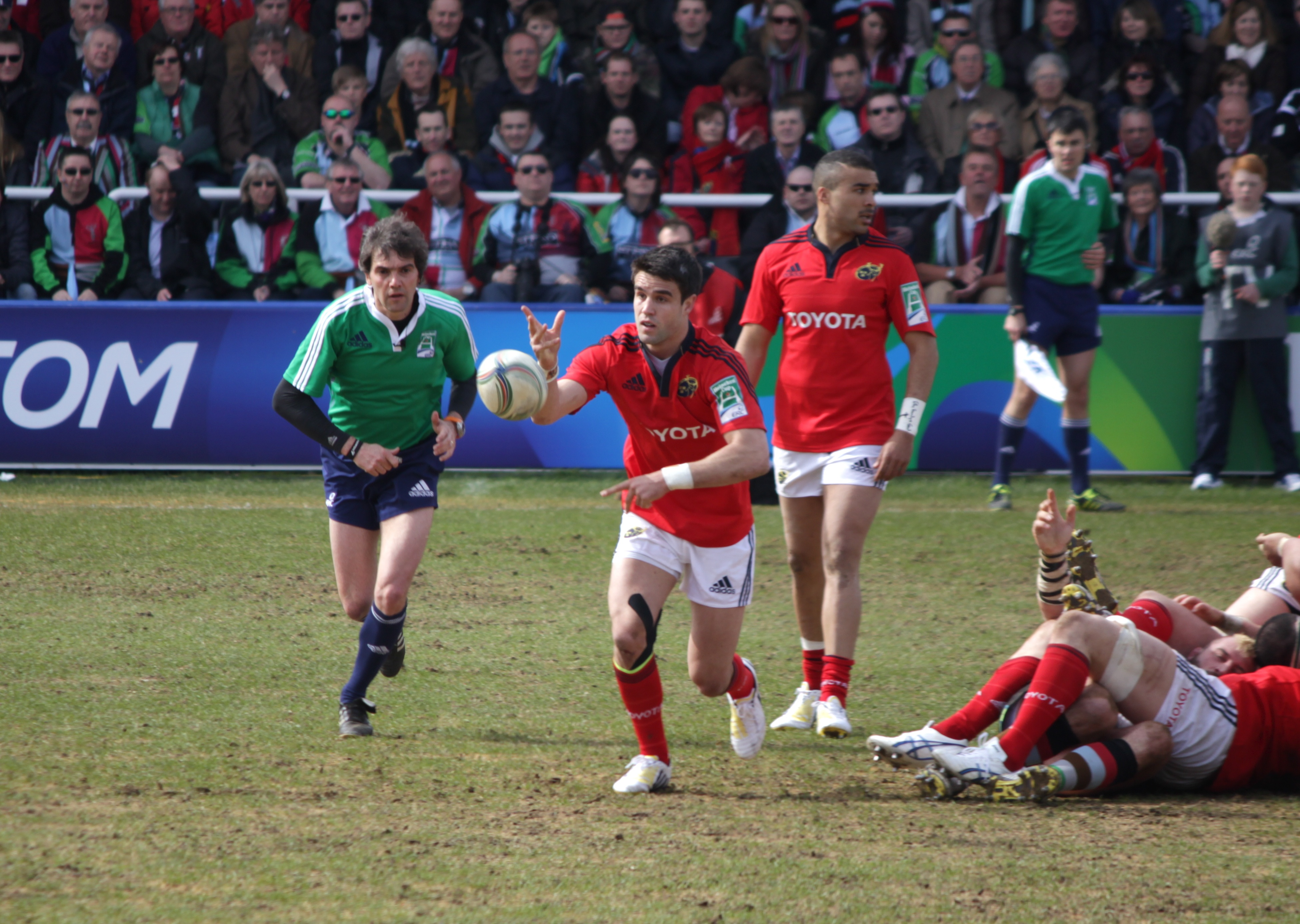
Mecz Harlequins – Munster w Pucharze Heinekena (2013)

Na niwie amatorskiej Murray w 2008 roku przeszedł z Young Munster do walczącego o utrzymanie w irlandzkiej lidze Garryowen R.C.. Ze swoim macierzystym klubem w 2010 roku dotarł do finału ogólnoirlandzkiego pucharu.
Jeśli zaś chodzi o prowincjonalny zespół Munster Rugby, po raz pierwszy został włączony do seniorskiego składu latem 2009 roku podczas przedsezonowego sparingu z Sale Sharks. W oficjalnym meczu zadebiutował natomiast w kwietniu 2010 roku przeciw Connachtowi, kiedy podstawowi zawodnicy drużyny uczestniczyli w Pucharze Sześciu Narodów. W listopadzie tego samego roku pojawił się w końcowych minutach towarzyskiego meczu Munster – Australia, który zakończył się sensacyjnym zwycięstwem Irlandczyków. Wiosną 2011 roku po raz pierwszy wystąpił w podstawowym składzie, kiedy Munster podejmował Dragons. Choć jeszcze w tym samym sezonie reprezentował klub Garryowen w All-Ireland League oraz pucharze prowincji, Murray błyskawicznie wykorzystał nadarzającą się okazję w ekipie Munster Rugby. Otrzymawszy szansę pod nieobecność powołanych do reprezentacji Petera Stringera i Tomása O’Leary’ego, nie oddał miejsca w składzie także po ich powrocie do drużyny. Jego rozwój w ciągu 12 poprzających miesięcy komentatorzy określili jako najbardziej zaskakujący w trwającej 16 lat historii zawodowego rugby w Irlandii
Jeszcze w tym samym sezonie wraz z Munsterem dotarł do półfinału European Challenge Cup, gdzie jednak Irlandczycy przegrali z angielskim zespołem Harlequins. Niedługo później, po zwycięstwie nad Leinster Rugby Murray wraz z kolegami sięgnął po tytuł w Celtic League. Kolejne lata w wykonaniu drużyny z południowo-zachodniej Irlandii to seria niezłych wyników: półfinał w rodzimej lidze w 2012 roku oraz ćwierć- i półfinał Pucharu Heinekena (odpowiednio w 2012 i 2013 roku). Rozegrawszy w ciągu trzech sezonów 42 mecze dla prowincji (w tym 25 w lidze), Murray został nagrodzony nowym kontraktem. Obowiązująca do czerwca 2016 roku umowa zastąpiła kontrakt młodzieżowy, jakim dotąd związany był zawodnik.
W 2014 roku Munster raz jeszcze dotarł do fazy półfinałowej Pucharu Heinekena, gdzie po wyrównanym pojedynku górą był jednak zespół RC Toulonnais. W rodzimych rozgrywkach Pro12 Irlandczycy awansowali do półfinału, w którym 15:16 ulegli Glasgow Warriors. Choć rok później drużyna Murraya, awansując do finału, osiągnęła rezultat o stopień lepszy, to jednak ponownie musiała uznać wyższość zawodników z Glasgow, którzy tym samym po raz pierwszy w historii ligi sięgnęli po jej mistrzostwo. W trakcie kolejnego sezonu, w styczniu 2016 roku łącznik młyna przedłużył swój kontrakt z Munsterem do 2019 roku, ucinając tym samym spekulacje na temat transferu do jednego z klubów angielskich czy francuskich.

## Kariera reprezentacyjna

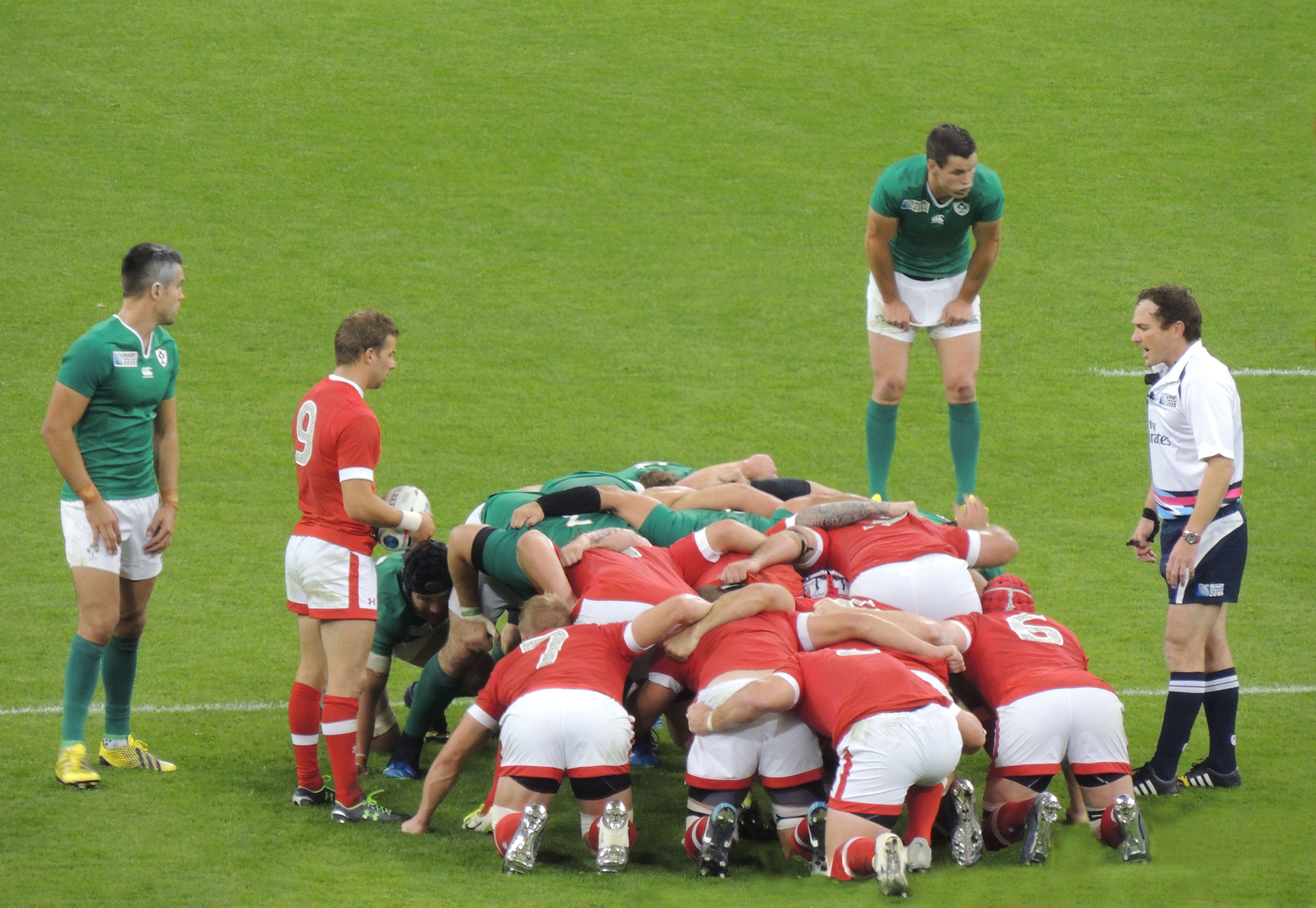
Murray (pierwszy z lewej) w meczu Irlandia – Kanada podczas Pucharu Świata (2015)

Na początku 2009 roku Murray otrzymał powołanie do reprezentacji do lat 20 na młodzieżowy Puchar Sześciu Narodów. W tym samym roku uczestniczył jeszcze w Mistrzostwach Świata Juniorów. W rozgrywanym w Japonii turnieju młodzi Irlandczycy zajęli ósme miejsce. Łącznie w tej kategorii wiekowej Murray rozegrał osiem spotkań.
Pierwsze powołanie do drużyny seniorów otrzymał latem 2011 roku, kiedy selekcjoner Declan Kidney ogłosił szeroki skład mający przygotowywać się do zbliżającego się Pucharu Świata. Debiut na arenie międzynarodowej Murray zaliczył 13 sierpnia przeciw Francji, mając na koncie zaledwie dziesięć meczów w Pro12. Dziewięć dni później – zaliczywszy jedynie dwa występy w kadrze – znalazł się w ostatecznym składzie na mistrzostwa kosztem doświadczonego Tomása O’Leary’ego. Murray, najmłodszy zawodnik w drużynie, w meczu otwarcia przeciw Stanom Zjednoczonym po raz pierwszy w karierze wystąpił w pierwszym składzie reprezentacji. Choć w kolejnym spotkaniu, z Australią jego miejsce zajął rutynowany Eoin Reddan, to jednak młody zawodnik Munsteru wystąpił na pozycji nr 9 w przegranym ćwierćfinałowym meczu z Walią.
Murray szybko wywalczył sobie silną pozycję w drużynie narodowej – w trakcie nadchodzącego Pucharu Sześciu Narodów w trzech pierwszych spotkaniach wystąpił w wyjściowym składzie, jednak pozostałe dwa mecze opuścił z uwagi na kontuzję kolana. W kolejnych latach wychowanek klubu Garryowen został jednym z filarów reprezentacji, a w maju 2013 roku podpisał pierwszy zawodowy kontrakt z irlandzką federacją.
Po zakończeniu sezonu 2012/2013 wziął udział w serii meczów British and Irish Lions w Australii. Rywalizując o miejsce w składzie z Mikiem Philipsem i Benem Youngsem, Conor wziął udział w siedmiu spotkaniach „Lwów” – zagrał w pięciu meczach sparingowych i dwóch testmeczach z reprezentacją Australii. Brytyjsko-irlandzka kombinowana drużyna wygrała dwa spośród trzech meczów z „Wallabies”, dzięki czemu po raz pierwszy od 1997 roku odniosła końcowe zwycięstwo w serii.
Podczas Pucharu Sześciu Narodów 2014 Murray rozpoczął wszystkie pięć spotkań w podstawowym składzie, a dzięki kompletowi zwycięstw Irlandczycy sięgnęli po Wielki Szlem. Rok później, kiedy z zaledwie jedną porażką ekipa z Zielonej Wyspy zdołała obronić tytuł mistrzowski, Munsterczyk był jednym z podstawowych zawodników reprezentacji.
Na początku września 2015 roku Murray otrzymał powołanie na nadchodzący Puchar Świata. W trakcie imprezy wystąpił we wszystkich meczach swojej drużyny (w końcówce meczu z Rumunią z konieczności zagrał jako skrzydłowy, zmieniając kontuzjowanego Roba Kearneya). Irlandczycy bez większych problemów uzyskali awans do fazy pucharowej, jednak z imprezą pożegnali się – po raz szósty w historii – już w ćwierćfinale. Nieoficjalni mistrzowie Europy po słabym meczu ulegli dobrze dysponowanym reprezentantom Argentyny.
W styczniu 2016 Conor przedłużył kontrakt z krajową federacją do końca sezonu 2018/2019. Choć drużynowo w 2016 roku w Pucharze Sześciu Narodów Irlandczycy nie powtórzyli wyniku z dwóch poprzednich lat, Murray osobiście zaliczył serię solidnych występów – w pięciu meczach zdobył trzy przyłożenia, co przyniosło mu nominację do nagrody dla najlepszego zawodnika turnieju.
W maju 2021 roku ogłoszono, że zawodnik znalazł się w składzie British and Irish Lions na serię spotkań w Południowej Afryce.

## Statystyki
Dane na dzień 7 września 2019 r.
Występy na arenie międzynarodowej
| Drużyna narodowa | Rok  | Mecze | Punkty |
| ---------------- | ---- | ----- | ------ |
| Irlandia         |      |       |        |
| 2011             | 6    | 0     |        |
| 2012             | 8    | 5     |        |
| 2013             | 8    | 5     |        |
| 2014             | 8    | 0     |        |
| 2015             | 12   | 10    |        |
| 2016             | 11   | 28    |        |
| 2017             | 6    | 5     |        |
| 2018             | 8    | 16    |        |
| 2019             | 7    | 16    |        |
| Suma             | Suma | 74    | 85     |

| Zespół | Rok  | Mecze | Punkty |
| ------ | ---- | ----- | ------ |
| Lions  |      |       |        |
| 2013   | 2    | 0     |        |
| 2017   | 3    | 5     |        |
| Suma   | Suma | 5     | 5      |

Przyłożenia na arenie międzynarodowej
| Lp. | Data                 | Miejsce                                 | Przeciwnik        | Rozgrywki                            |
| --- | -------------------- | --------------------------------------- | ----------------- | ------------------------------------ |
| 1.  | 16 czerwca 2012      | Lancaster Park, Christchurch            | Nowa Zelandia     | mecz towarzyski                      |
| 2.  | 24 listopada 2013    | Aviva Stadium, Dublin                   | Nowa Zelandia     | mecz towarzyski                      |
| 3.  | 7 lutego 2015        | Stadio Olimpico, Rzym                   | Włochy            | Puchar Sześciu Narodów 2015          |
| 4.  | 11 października 2015 | Millennium Stadium, Cardiff             | Francja           | Puchar Świata w Rugby 2015           |
| 5.  | 7 lutego 2016        | Aviva Stadium, Dublin                   | Walia             | Puchar Sześciu Narodów 2016          |
| 6.  | 27 lutego 2016       | Twickenham, Londyn                      | Anglia            | Puchar Sześciu Narodów 2016          |
| 7.  | 19 marca 2016        | Aviva Stadium, Dublin                   | Szkocja           | Puchar Sześciu Narodów 2016          |
| 8.  | 11 czerwca 2019      | Newlands Stadium, Kapsztad              | Południowa Afryka | mecz towarzyski                      |
| 9.  | 5 listopada 2016     | Soldier Field, Chicago                  | Nowa Zelandia     | mecz towarzyski                      |
| 10. | 25 lutego 2017       | Aviva Stadium, Dublin                   | Francja           | Puchar Sześciu Narodów 2017          |
| 11. | 1 lipca 2017         | Wellington Regional Stadium, Wellington | Nowa Zelandia     | tournée British and Irish Lions 2017 |
| 12. | 10 lutego 2018       | Aviva Stadium, Dublin                   | Włochy            | Puchar Sześciu Narodów 2018          |
| 13. | 10 marca 2018        | Aviva Stadium, Dublin                   | Szkocja           | Puchar Sześciu Narodów 2018          |
| 14. | 9 lutego 2019        | Murrayfield Stadium, Edynburg           | Szkocja           | Puchar Sześciu Narodów 2019          |
| 15. | 24 lutego 2019       | Stadio Olimpico, Rzym                   | Włochy            | Puchar Sześciu Narodów 2019          |

## Wyróżnienia
- nominacja do nagrody Irish Rugby Union Players Association dla Zawodnika Roku 2015 według Zawodników (IRUPA Players’ Player of the Year)[52]
- nominacja do nagrody dla Zawodnika Turnieju podczas Pucharu Sześciu Narodów 2015 (Six Nations Player of the Tournament)[53]
- nominacja do nagrody dla Zawodnika Turnieju podczas Pucharu Sześciu Narodów 2016[50]

## Życie prywatne
Ojciec Murraya, Gerry był zapalonym kolarzem; ponadto w trakcie wyścigu Tour de France pracował jako operator kamery. Z kolei matka, Barbara była reprezentantką Irlandii w squashu. Conor jest jednym z trójki rodzeństwa, ma dwie siostry: starszą Sarah i młodszą Ainsling.
Dziadek zawodnika ze strony matki, Con Roche także uprawiał rugby, występował w drugiej lub trzeciej linii młyna. Z klubem Garryowen wywalczył mistrzostwo prowincji, a w 1947 roku grał w meczu Munster – Australia. Choć w trakcie swojej kariery uczestniczył w konsultacjach reprezentacji Irlandii, nigdy nie zadebiutował na arenie międzynarodowej.